# Leon Hufnagel
Leon Hufnagel, (ur. 1893 w Warszawie, zm. 19 lutego 1933 w Berlinie) – polski astronom; astrofizyk.

## Życiorys
Studia odbył w Wiedniu. W latach 1921–1926 pracował w gabinecie astronomicznym Wolnej Wszechnicy Polskiej, w latach 1926–1928 – w obserwatorium w Lund w Szwecji, w latach 1928–1930 przebywał w USA pracując w małym obserwatorium astronomicznym w Cambridge w stanie Massachusetts, gdzie zajmował się zagadnieniem temperatury gwiazd; wyznaczył temperatury dla 82 gwiazd. W roku 1930 osiadł w Berlinie, w latach 1930–1933 pracował w Astronomicznym Instytucie Rachunkowym i Obserwatorium Astrofizycznym w Poczdamie w Niemczech. Zajmował się obliczaniem orbit komet i perturbacji w ruchu planetoid oraz statystycznego opracowywaniem pomiarów prędkości gwiazd i znaczenia temperatur gwiazd olbrzymów; w Poczdamie współpracował z Erichem von Pahlenem, napisał obszerny wstęp materiałowy do jego monografii Lehrbuch der Stellarstatistik (1937).
Zmarł w młodym wieku na skutek zapalenia płuc w 1933 roku.